# Робертс, Льюис Эдвард Джон
Льюис Эдвард Джон Робертс (англ. Lewis Edward John Roberts; 31 января 1922, Кардифф — 10 апреля 2012) — британский химик-ядерщик и выдающийся деятель в развитии науки и технологий.
Занимался химией актиноидов все 20 лет, на протяжении которых он проводил новейшие исследования в областях физико-механических свойств и структур оксидов актиноидов. Был одним из основателей неядерной британской программы.

## Биография

### Ранние годы
Льюис Робертс родился 31 января 1922 года в Кардиффе. Оба родителя были предрасположены к науке. Отец (умер в 1932 году), Уильям Эдвард Робертс, изучал теологию в Уэльском университете и был священником в Пресвитарианской Церкви в Уэльсе. Мать, Лилиан Льюис Робертс, была родом из семьи научных деятелей и преподавала в школе языки и живопись.
Детство Льюиса было одиноким, так как его родители обладали очень слабым здоровьем. В 1927 году семья переехала в Суонси, и Льюис пошел в начальную школу Св. Хильды (1927—1932), а затем в Старшую школу Суонси (1932—1939). Там под влиянием авторитета директора, Грега Моргана, Робертс стал интересоваться математикой, физикой и химией. В 1938 году он окончил школу и получил стипендию на обучение в Оксфордском университете.
Помимо учебы Робертс увлекался театром и крикетом, был старостой, вице-президентом научного сообщества и руководителем дискуссионного клуба.

### Университет
В 1939 году Робертс начал обучение в колледже Иисуса (Оксфордский университет). Однако вскоре, находясь в родительском доме, во время бомбежки получил серьезную травму головы и смог вернуться в колледж только в 1940 году.
В 1942 году в разгар войны и почти сразу после открытия явления расщепления атома Льюис Робертс был распределен на работу над Британским проектом по созданию атомной бомбы. Робертс должен был подписать закон о государственной тайне и не говорить ни с кем за пределами лаборатории о проекте, который проходил под кодовым именем «Трубные сплавы». Лаборатория Кларендон, которая подписала соглашение для участия в этой разработке, была при колледже Иисуса.
В 1943 году он получил диплом бакалавра и начал свое первое самостоятельное исследование по химии актиноидов.
Во время обучения он познакомился и завязал крепкие отношения с разными химиками: Уильямом Хардвиком, Биллом Армстронгом, Питером Шоу и Джимми Дунканом.
В 1949 году Робертс женился на Элеонор Мэри Люскомб (умерла в 2010 году), в 1954 году у них родился сын Мэттью.

## Научная деятельность

### Кларендрон
После окончания колледжа Робертс продолжил свое обучение и приступил к написанию кандидатской диссертации в той же лаборатории Кларендон. Он присоединился к группе исследователей, изучавших разделение изотопов урана с помощью диффузии. Цель заключалась в том, чтобы выделить более легкий расщепляемый изотоп 235U, необходимый для ядерной бомбы, из бо́льшего и неделящегося 238U. В то время единственным возможным методом была многочисленная фильтрация летучего газообразного соединения UF6 через пористую металлическую мембрану, через которую более легкий изотоп диффундировал немного быстрее, чем более тяжелый. Ключевой проблемой была высокая реакционная способность UF6, приводившая к коррозии и забиванию пор в мембранах. Исследование Робертса было связано с микроструктурой и химической реакционной способностью металлических и композитных мембран, целью было выявить состав и распределение пор, которые ограничивали воздействие коррозии и обеспечивали разделение изотопов.

### Чок-Ривер
После войны в 1946 Робертс переехал в Чок-Ривер в Онтарио, чтобы продолжить свою работу над химией разделения изотопов под общим руководством Джона Кокрофта и Боба Спенса. Работая с Морисом Листером, он достиг первого разделения ничтожного количества чистого соединения плутония, извлеченного из топливного стержня, облученного в экспериментальном ядерном реакторе. Однажды Робертс пролил раствор, содержавший 25 мг плутония. Ему пришлось быстро реагировать: он вырезал кусок линолеума и растворил его в азотной кислоте, тем самым восстановив почти 99 % всего выделенного плутония.

### Харвелл

#### Исследования в Харвелле
В 1947 году Робертс вернулся в Англию и примкнул к сотрудникам Исследовательского института атомной энергии в Харвелле, основателем которого был Джон Кокрофт. Свою исследовательскую деятельность в Харвелле он начал под руководством Боба Спенса, с которым он работал в Канаде.
Одной из ранних целей в Харвелле была быстрая постройка и эксплуатация двух реакторов на основе графита, первый — экспериментальный графитовый низкоэнергетический ядерный реактор в 1947 году и второй — намного больше — британский экспериментальный ядерный реактор «0» в 1948 году. В частности, для этого требовались подробные программы изучения структуры и свойств графита, потому что он влиял на работу в активной зоне реактора. Ключевым фактором, ограничивающим жизнь реактора с графитовым замедлителем является нарушение целостности замедлителя под действием излучения.
Первой задачей Робертса после его прихода в химический отдел было детальное изучение микроструктуры и реакционной способности графита. Он исследовал структуру пор синтетического графита через значения плотностей жидких веществ, чтобы показать, что значительная часть пор была закрыта для жидких и газообразных сред.
В 1951 году Робертс пришел в группу под руководством Дж. С. Андерсона, в которой ему предложили изучать нестехиометрические оксиды актиноидов. Оксиды актиноидов, в особенности UO2 и PuO2(а также ThO2), являются самыми важными топливными материалами для ядерных реакторов. Понимание того, как их структура и термодинамические свойства связаны с свойствами и эксплуатационными характеристиками топлива, непосредственно влияет на работу ядерного реактора. Таким образом, работа в этой области совпадала с основным интересом Робертса — применением фундаментальных наук. Первая работа Робертса с Андерсоном была посвящена реакционной способности и химии поверхностей оксидов урана и уран-ториевых смешанных оксидов.
В 1954 году Робертс получил возможность съездить на год в Калифорнийский университет, и по приезде, в 1955 году, его внимание переключилось на определение термодинамических свойств и фазовых диаграмм оксидных и смешанных оксидных систем в виде нестехиометрических соединений, показывающих высокие концентрации дефектов в анионной решетке.
Активно занимаясь исследованиями, он стал руководителем группы химии твердого тела в 1958 году, затем — отдела радиационной и твердой химии в 1961 году, а в 1968 году стал заместителем начальника химического подразделения.
Интересы Робертса в твердофазных электролитах для измерения термодинамических функций оксидов актиноидов привели к идее использования тех же электролитов в высокотемпературных топливных элементах. Было показано, что ZrО2-Y2О3 обладает подходящей проводимостью для ионов кислорода при температурах выше 900 °C.
Исследования группы Робертса в твердофазных электролитах для применения в энергетических источниках в 1970-е привели к программе в Харвелле по изучению натриевых/серных батарей с использованием β-оксида алюминия в качестве электролита, проводящего ионы Na+ при температуре 300 °C. Потом натрий-серная батарея из соображений безопасности была заменена на натрий-хлоридникелиевую, в дальнейшем использованную для коммерческого производства электромобилей и телекоммуникационных приборов.
В 1968 году Робертс стал одним из руководителей центра Харвелл.

#### Харвелльская индустриальная программа
Уолтер Маршалл сменил Боба Спенса в роли нового директора Харвелла в 1967 году, и сразу же приступил к решению проблем дальнейшего финансирования Харвелла.
В начале 1963 года Гарольд Уилсон, премьер-министр лейбористского правительства, принял решение об участии правительства в исследовательской деятельности центра. Сначала было сформировано новое министерство технологий — оно стало центром управления всех промышленных сфер труда. Их главной целью было внедрение науки в индустрию, так как на международном уровне Великобритания занимала лидирующую позицию в исследованиях, но была гораздо менее успешной в развитии технологий. Отсюда вытекала следующая проблема — чрезмерное финансирование науки.
Одной из главных проблем, с которыми пришлось столкнуться Робертсу, было создание правовой основы, в рамках которой можно было бы поддерживать неядерную работу. Расширение работы властей за пределами, установленными первоначальным актом атомной энергии (1954 год), было узаконено актом о науке и технике в 1965 году. Робертс руководил работой в Харвелле, чтобы определить эти требования и согласовать их в правительстве. Его качества, частично полученные благодаря исследовательской практике — особое внимание к деталям, скрупулезная осторожность в том, чтобы не отвлекаться от сути, и огромный авторитет в управлении командой Харвелла и проведении переговоров с представителями властей — были ключевыми факторами в достижении успеха.
Вторая проблема заключалась в получении нового финансирования неядерной программы. Для ее реализации Робертс следовал трем основополагающим принципам: во-первых, работать в рамках существующей технологической базы лаборатории, в соответствии с требованиями акта науки и техники 1965 года; во-вторых, укрепить связи с промышленными заказчиками Харвелла, осознавая, что успех можно будет оценить по готовности предприятий сотрудничать с Харвеллом и финансировать его деятельность; и в-третьих, вести себя профессионально с коммерческой точки зрения — в установлении отношений между клиентом и подрядчиком как с государственными, так и с промышленными клиентами.
В своих различных лекциях и статьях о Харвеллской неядерной программе Робертс раскрывал некоторые из основных причин успеха и извлеченные уроки. Одной из таких показательных причин являлось то, что финансирование, идущее на неядерную программу, увеличилось с менее 1 млн фунтов стерлингов до примерно 4 млн фунтов стерлингов в течение первых пяти лет до 1975 года, что составляло около 50 % общих расходов лаборатории.

#### Директор Харвелла
В 1975 году Робертс был назначен директором Харвелла. Его задачей было развивать коммерчески ориентированную «прикладную ядерную» работу, основанную на использовании для промышленности методов, полученных непосредственно из ядерных исследований и разработок, включая специализированные аналитические методы, которые используются, например, в реакторах для исследований и ускорителях.
Важной инициативой Робертса было предложение о создании организации, занимающейся утилизацией ядерных отходов, в промышленности, в первую очередь Центральной электрогенерирующей границей и Британского ядерного топлива. Это было принято промышленностью и правительством, а в 1982 году Робертс стал председателем правления компании по утилизации ядерных отходов.
Особенно важным было введение в 1980-х годах фонда инвестиций, что поставило коммерческие программы Харвелла на прочный фундамент.

### Университет Восточной Англии
В 1985 году Робертсу поступило предложение от Лорда Цукермана о работе на кафедре оценки экологических рисков в Университете Восточной Англии. В то время возраст Робертса приближался к пенсионному, однако он решил подать заявление о приеме на работу, и, к своему большому удивлению, был принят. Он продолжил давнюю традицию выдающихся ученых Харвелла, в числе которых были Джон Кокрофт, Боб Спенс и Джон Андерсон, которые также переходили на академические должности. Кроме того, тогдашний ректор университета Восточной Англии, профессор Майк Томпсон, был старым коллегой Харвелла в металлургическом департаменте в 1960-х годах, прежде чем перейти на академическую должность в качестве профессора физики в Университете Сассекса.
Во время своего пребывания в университете Восточной Англии Робертс проявил большой интерес к вопросам, связанным с ядерной энергией, и продолжал публиковать статьи, которые внесли важный вклад в управление радиоактивными отходами. Он выступал в качестве специализированного советника Избранного Комитета Палаты лордов по исследованию 1988 года «Управление радиоактивными отходами» под председательством графа Крэнбрук. Его преподавательские обязанности были относительно небольшими — он читал короткий курс по статистическому учету рисков и техническим аспектам регулирования рисков для учащихся третьего курса, а также некоторые вступительные лекции для первокурсников. Важной инициативой Робертса было основать Группу Оценки Экологических Рисков с первоначальной целью оценки и сравнения рисков объективным образом и для развития общественного понимания некоторых проблем. Робертс писал, что объект исследования не особо вписывался в преобладающий механизм академического финансирования, и он должен был широко использовать свои связи, чтобы получить достаточную поддержку. Основное финансирование было предоставлено фондом Вольфсона и дополнено набором исследовательских контрактов от публичного (включая Европейский Союз) и частного сектора.

## Общественная деятельность
По возвращении в Великобританию, Робертс присоединился к Британской Ассоциации Ядерных Исследований, которая была образована в 1946 году с Джозефом Ротблатом в качестве первого вице-президента. Британская ассоциация ядерных исследований была политически нейтральна и обеспокоена государственной политикой Великобритании в отношении применения и потенциальной опасности ядерной физики. Многие известные ученые, большинство из которых входили в Королевское общество, были членами ассоциации, которая выражала свою позицию через публикации, отчеты и публичные встречи, и особенно новаторским событием была выставка, посвященная атомной энергии, так называемый «Атомный поезд». Это был мобильный музей с моделями, размещенными в двух железнодорожных вагонах, иллюстрирующий мирное и военное использование атомной энергии. Атомный Поезд гастролировал по Британским островам и даже посещал Скандинавию и Ближний Восток. Одним из ранних выступлений Робертса во время работы в Британской ассоциации ядерных ученых была поездка с Атомным Поездом в его родной город Суонси вместе с Брайаном Фловерсом. Он вспоминал:
«общественный интерес был просто удивительным. Приходили сотни людей, и мы говорили с ними весь день — от школьников до пенсионеров, также мы обошли весь Суонси, читая лекции в школах»
Как отражено в многочисленных публикациях и лекциях, трудности, с которыми сталкиваются ядерные технологии со стороны общества были особой заботой для Робертса. Он разбирал многие ключевые проблемы, лежащие в основе этих трудностей, в своей книге «Ядерная энергия и общественная ответственность». Помимо публикации научного опыта, в книге рассматриваются такие сложные проблемы, как принципы регулирования радиационного облучения, риск несчастных случаев, стоимость обеспечения безопасности, а также обращение с радиоактивными отходами и их потенциальное воздействие на окружающую среду.

## Пенсионные годы
После ухода на пенсию Робертс сохранил отличные профессиональные отношения с коллегами из группы по оценке экологических рисков, что позволило ему завершить два исследования, которые он инициировал: «Анализ эпохи электричества — взгляд Великобритании», проведенное для атомной электростанции, и «Борьба с глобальным потеплением путем получения водорода из неископаемых видов топлива», осуществляемого в сотрудничестве с отделом технической поддержки в Харвелле. Он был назначен специальным советником для изучения загрязнения полихлорированными дифенилами и диоксинами вблизи коммерческого мусоросжигательного завода в Южном Уэльсе. Робертс продолжал предоставлять консультации по вопросам, связанным с безопасностью, в качестве советника-специалиста в Комитете по обороне до 1991 года, уделяя особое внимание таким вопросам, как снятие с эксплуатации атомных подводных лодок, радиационная защита гражданского населения и британская программа ядерных испытаний в 1950-х годах. Кроме того, он был назначен членом независимой консультативная группы, созданной Министерством обороны для рассмотрения оценки рисков при хранении взрывчатых веществ. С 1988 по 1992 год он был членом группы по вопросам окружающей среды Совета по социальной ответственности Церкви Англии. В середине 1990-х годов Робертс был членом консультационной группы Национальной Академии по вопросам энергетики и окружающей среды в XXI веке, во время работы в которой Робертс написал две статьи о плутонии в окружающей среде и плутонии в качестве топлива реактора.
Робертс продолжал публиковаться и читать лекции по экологическим и связанным с безопасностью темам. В частности, он выступил в Королевском обществе в 1992 году с лекцией «Достижения и перспективы ядерной энергетики». Он провел лекционный тур в 1993 году в Новой Зеландии, частично спонсируемый Королевским обществом Новой Зеландии, где он говорил о проблемах оценок рисков и о реагировании на изменение климата.

## Почести и награды
- 1978 — Орден Британской Империи
- 1978 — Избранный член Королевского химического общества
- 1981 — Лектор Р. М. Джонса, Королевский Университет в Белфасте
- 1982 — Избранный член Королевского общества
- 1985—1987 — Президент Британского ядерно-энергетического общества
- 1992 — Лектор Мемориала Резерфорда Королевского общества